# Allery
Allery és un municipi francès situat al departament del Somme i a la regió dels Alts de França. L'any 2015 tenia 801 habitants.

## Demografia[Cal actualitzar]

### Població

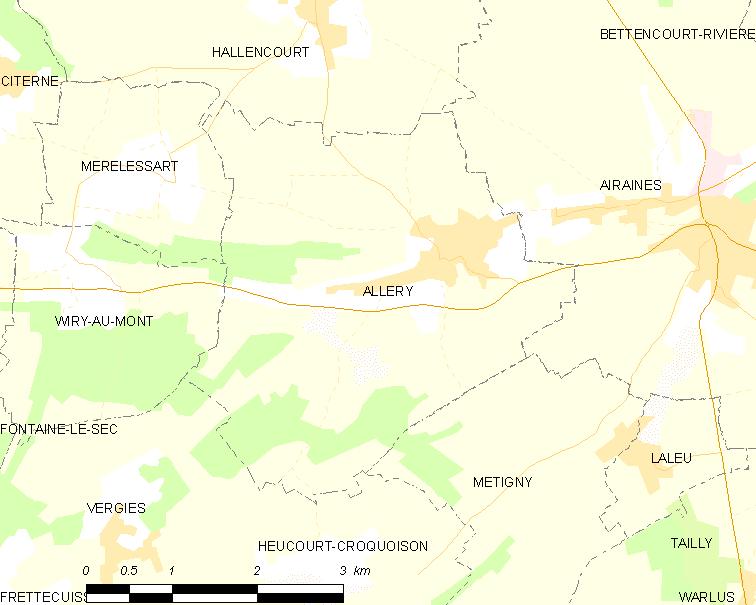
municipi

El 2007 la població de fet d'Allery era de 760 persones. Hi havia 288 famílies de les quals 60 eren unipersonals (24 homes vivint sols i 36 dones vivint soles), 96 parelles sense fills, 96 parelles amb fills i 36 famílies monoparentals amb fills.
La població ha evolucionat segons el següent gràfic:
Habitants censats

### Habitatges
El 2007 hi havia 355 habitatges, 298 eren l'habitatge principal de la família, 30 eren segones residències i 27 estaven desocupats. Tots els 354 habitatges eren cases. Dels 298 habitatges principals, 261 estaven ocupats pels seus propietaris, 27 estaven llogats i ocupats pels llogaters i 10 estaven cedits a títol gratuït; 2 tenien una cambra, 9 en tenien dues, 38 en tenien tres, 89 en tenien quatre i 160 en tenien cinc o més. 196 habitatges disposaven pel capbaix d'una plaça de pàrquing. A 106 habitatges hi havia un automòbil i a 137 n'hi havia dos o més.

### Piràmide de població

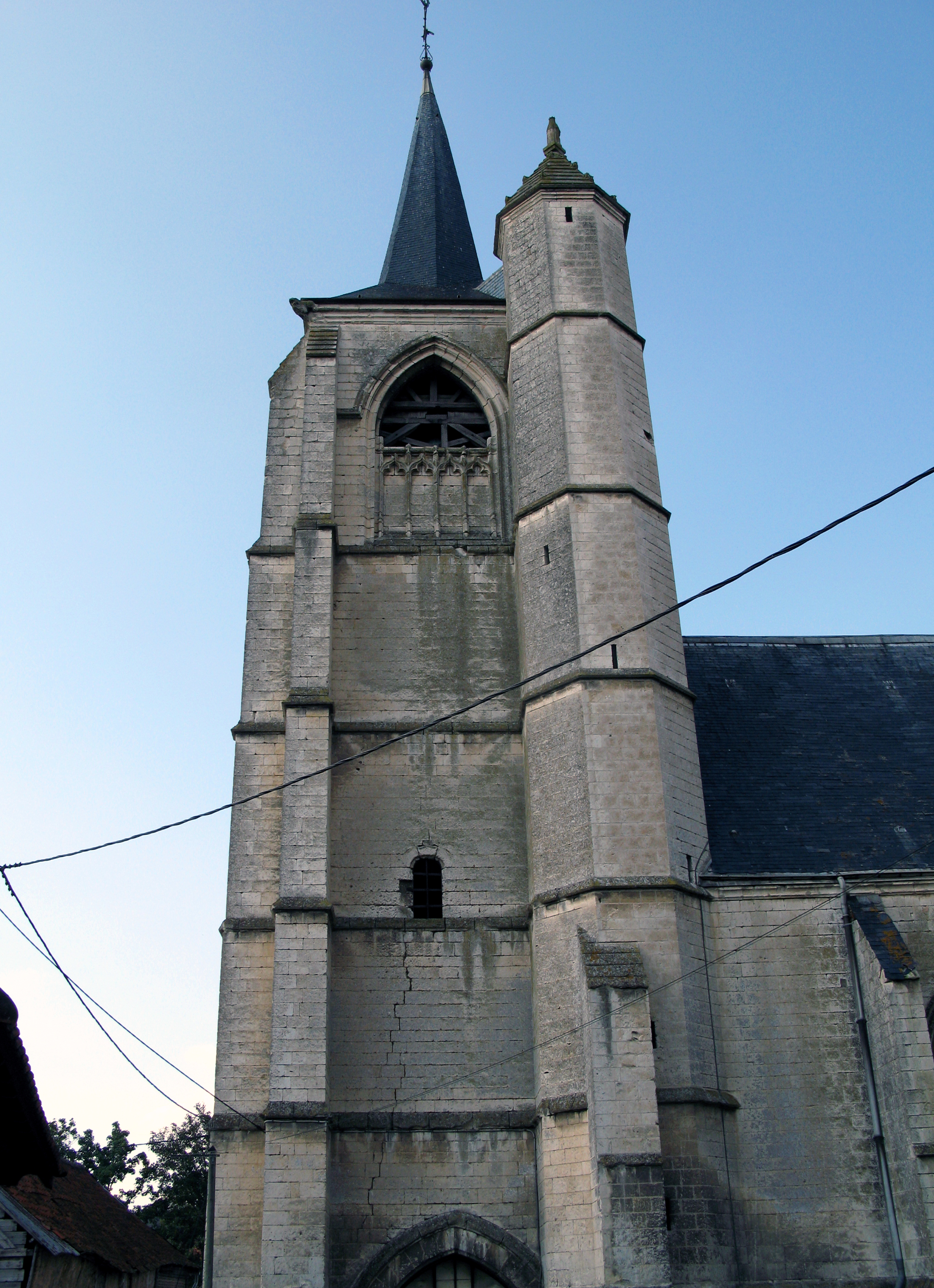
campanar

La piràmide de població per edats i sexe el 2009 era:
| Homes | Edats   | Dones |
| ----- | ------- | ----- |
| 0     | 95 o +  | 0     |
| 0     | 90 a 94 | 0     |
| 12    | 85 a 89 | 16    |
| 4     | 80 a 84 | 8     |
| 12    | 75 a 79 | 12    |
| 16    | 70 a 74 | 32    |
| 8     | 65 a 69 | 8     |
| 16    | 60 a 64 | 16    |
| 24    | 55 a 59 | 12    |
| 16    | 50 a 54 | 28    |
| 20    | 45 a 49 | 12    |
| 28    | 40 a 44 | 36    |
| 32    | 35 a 39 | 20    |
| 52    | 30 a 34 | 36    |
| 8     | 25 a 29 | 24    |
| 16    | 20 a 24 | 20    |
| 17    | 15 a 19 | 16    |
| 24    | 10 a 14 | 8     |
| 44    | 5 a 9   | 24    |
| 12    | 0 a 4   | 32    |

## Economia

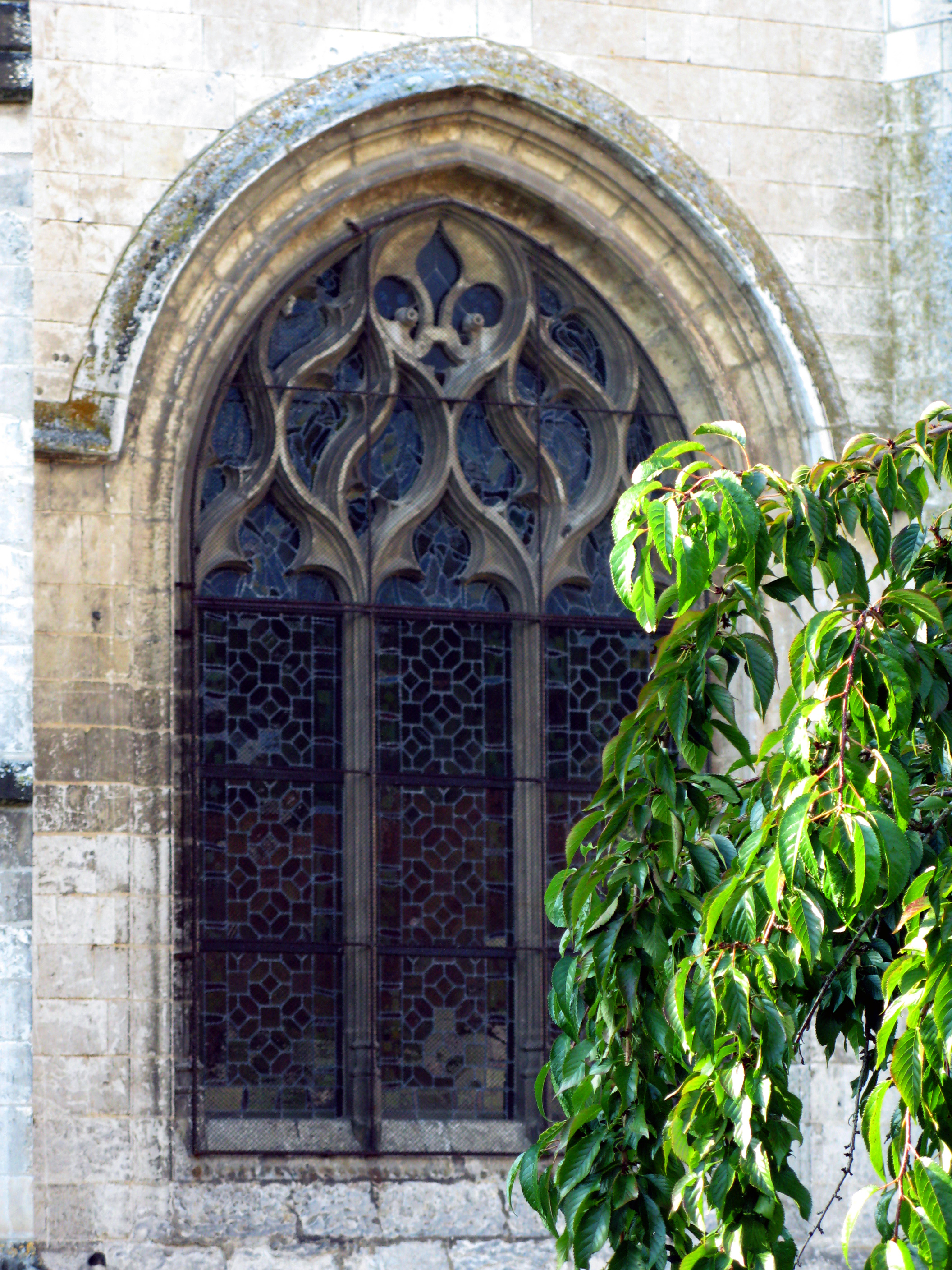
Finestra de l'església

El 2007 la població en edat de treballar era de 460 persones, 324 eren actives i 136 eren inactives. De les 324 persones actives 297 estaven ocupades (168 homes i 129 dones) i 27 estaven aturades (14 homes i 13 dones). De les 136 persones inactives 47 estaven jubilades, 37 estaven estudiant i 52 estaven classificades com a «altres inactius».

### Ingressos
El 2009 a Allery hi havia 318 unitats fiscals que integraven 814,5 persones, la mediana anual d'ingressos fiscals per persona era de 16.209 €.

### Activitats econòmiques
Dels 18 establiments que hi havia el 2007, 1 era d'una empresa extractiva, 5 d'empreses de fabricació d'altres productes industrials, 6 d'empreses de construcció, 2 d'empreses de comerç i reparació d'automòbils, 1 d'una empresa de transport, 2 d'empreses d'hostatgeria i restauració i 1 d'una empresa de serveis.
Dels 10 establiments de servei als particulars que hi havia el 2009, 1 era una oficina de correu, 1 funerària, 1 taller de reparació d'automòbils i de material agrícola, 2 paletes, 1 guixaire pintor, 2 fusteries, 1 lampisteria i 1 restaurant.
L'únic establiment comercial que hi havia el 2009 era una botiga de més de 120 m².
L'any 2000 a Allery hi havia 15 explotacions agrícoles.

## Equipaments sanitaris i escolars
El 2009 hi havia una escola elemental.

## Poblacions més properes
El següent diagrama mostra les poblacions més properes.